# Prosoproctus pataecus
Prosoproctus pataecus is een straalvinnige vissensoort uit de familie van fluweelvissen (Aploactinidae). De wetenschappelijke naam van de soort is voor het eerst geldig gepubliceerd in 1979 door Poss & Eschmeyer.